# Mr. Brightside
«Mr. Brightside» es una canción de la banda estadounidense de rock alternativo The Killers, la cual fue escrita por Brandon Flowers y Dave Keuning, fue producida por los miembros de la banda junto a Jeff Saltzman para su álbum de estudio debut llamado Hot Fuss de 2004. La canción fue lanzada como segundo sencillo comercial del álbum, obteniendo uno de los mayores éxitos logrados por la banda en Estados Unidos al colocarse en la décima posición en ese país y en Reino Unido.
En 2021, la revista Rolling Stone ubicó esta canción en el puesto número 378 en su lista de las 500 mejores canciones de todos los tiempos.

## Información de la canción
«Mr. Brightside» fue una de las primeras canciones compuestas por la banda; fue creada por Brandon Flowers y Dave Keuning cuando aún no se había formado completamente la banda. La canción se refiere a las emociones insoportables de celos cuando alguien cree que su pareja lo está engañando. El vocalista del grupo, Brandon Flowers, reconoció que la canción está basada en una situación de la vida real al enterarse de que su novia lo engañaba. La canción se llama «Mr. Brightside» porque él se considera un optimista y trata de ver el "lado bueno" de las cosas. Brightside significa literalmente "lado brillante", pero una traducción más acertada del título sería "Sr. Optimista".
En cuanto a la música, la canción está en Do sostenido mayor. Utiliza instrumentos como guitarras eléctricas, bajo, batería y sintetizadores. La voz de Brandon Flowers llega hasta un F4, la nota más alta de la canción.

## Video musical
Se hicieron dos videos para la canción. La versión europea, que era un vídeo simple en blanco y negro donde la banda interpretaba la canción y hacían cortes con escenas de una mujer bailando. La versión estadounidense fue la más comercial y popular; fue filmada con escenografía y vestuario de los años 20. Este vídeo fue dirigido por Sophie Muller y actúan como protagonistas Eric Roberts e Izabella Miko.

## Miss Atomic Bomb
Es una canción de The Killers lanzada el 11 de diciembre de 2012, la cual cuenta la continuación de este triángulo amoroso protagonizado por Eric Roberts e Izabella Miko.

## Versiones
- MTV transmitió una versión donde la banda era representada por personajes tridimensionales basados en un popular juego de rol masivo en línea llamado Lineage II.

- Paul Anka hizo una versión jazz de esta canción en 2007.

- Fall Out Boy realizó una versión de esta canción en su gira 2008.

- El grupo McFly también ha realizado una versión de esta canción, interpretándola a su propio estilo.
- La banda Anglo-Irlandesa The Wanted realizó una versión de esta canción.
- La banda The Vamps realizó una versión de esta canción.
- El DJ/Productor Don Diablo realizó una versión de esta canción con su estilo de sonido en una presentación en Tomorrowland (festival) 2016 pero hasta en el año 2020 tuvo su lanzamiento oficial.

## Lista de canciones
– Original 2003 CD
1. «Mr. Brightside»
2. «Smile Like You Mean It»
3. «On Top»
4. «Who Let You Go?»

 – Re-lanzamiento CD 1
1. «Mr. Brightside» (radio edit)
2. «Change Your Mind»

 – Re-lanzamiento CD 2
1. «Mr. Brightside» (Álbum Versión)
2. «Somebody Told Me» (Insider Remix)
3. «Midnight Show» (SBN Live Session)

 – Edición limitada (Tour Single)
1. «Mr. Brightside»
2. «Somebody Told Me» (Josh Harris Remix)
3. «Who Let You Go?»
4. «Mr. Brightside» (video musical)

Europa – Maxi single 2005
1. «Mr. Brightside»
2. «Somebody Told Me» (Insider Remix)
3. «Mr. Brightside» (Jacques Lu Cont's Thin White Duke Mix)

 – CDr Promo
1. «Mr. Brightside» (Jacques Lu Cont's Thin White Duke Short Version) – 4:39
2. «Mr. Brightside» (The Lindbergh Palace Radio Edit) – 4:07
3. «Mr. Brightside» (Jacques Lu Cont's Thin White Duke Short Version With Intro) – 6:11
4. «Mr. Brightside» (Jacques Lu Cont's Thin White Duke Club Mix) – 8:48
5. «Mr. Brightside» (Jacques Lu Cont's Thin White Duke Dub) – 7:45
6. «Mr. Brightside» (The Lindbergh Palace Club Remix) – 8:22
7. «Mr. Brightside» (The Lindbergh Palace Dub) – 7:03

## Posicionamiento en listas y certificaciones
| Lista (2004–12)                       | Mejor posición |
| ------------------------------------- | -------------- |
| Alemania (Media Control AG)           | 60             |
| Australia (ARIA)                      | 29             |
| Austria (Ö3 Austria Top 40)           | 61             |
| Estados Unidos (Billboard Hot 100)    | 10             |
| Estados Unidos (Adult Top 40)         | 11             |
| Estados Unidos (Modern Rock Tracks)   | 3              |
| Estados Unidos (Hot Dance Club Songs) | 4              |
| Estados Unidos (Pop Songs)            | 10             |
| Irlanda (IRMA)                        | 48             |
| Italia (FIMI)                         | 41             |
| Países Bajos (Mega Single Top 100)    | 66             |
| Nueva Zelanda (Recorded Music NZ)     | 15             |
| Reino Unido (UK Singles Chart)        | 10             |
| Reino Unido (UK Indie Chart)          | 1              |

| País           | Organismo certificador | Certificación    | Ventas    |
| -------------- | ---------------------- | ---------------- | --------- |
| Brasil         | ABPD                   | Disco de Oro     | 50 000    |
| Estados Unidos | RIAA                   | Disco de Platino | 3 000 000 |
| Nueva Zelanda  | RIANZ                  | Disco de Oro     | 7500      |
| Reino Unido    | BPI                    | Disco de Platino | 956 000   |

## Premios y nominaciones
La canción fue nominada al Premio Grammy en 2006 a la Mejor interpretación vocal de pop dúo/banda, pero perdió ante la versión en vivo de "This Love" por Maroon 5.
| Año  | Ceremonia                        | Categoría                                               | Resultado |
| ---- | -------------------------------- | ------------------------------------------------------- | --------- |
| 2005 | Billboard Music Awards           | Canción digital del año                                 | Nominado  |
| 2005 | MTV Video Music Awards           | Mejor video de rock                                     | Nominado  |
| 2005 | MTV Video Music Awards           | Mejor video de un grupo                                 | Nominado  |
| 2005 | MTV Video Music Awards           | Mejor Artista Nuevo                                     | Ganador   |
| 2005 | MTV Video Music Awards           | Mejor Dirección de Arte                                 | Nominado  |
| 2005 | MuchMusic Video Awards           | Elección del público: Grupo favorito internacional      | Nominado  |
| 2005 | MuchMusic Video Awards           | Mejor video de un grupo internacional                   | Ganador   |
| 2005 | TEC Awards                       | Grabación y producción destacada de un sencillo o pista | Nominado  |
| 2006 | Grammy Awards                    | Mejor interpretación vocal de pop dúo/banda             | Nominado  |
| 2006 | International Dance Music Awards | Mejora grabación de música alternativa/rock dance       | Nominado  |